# Spermanțet
Spermanțetul (de asemenea denumit și ceara de balenă, cetaceum și spermaceti) este materie grasă de culoare albă, cu aspect de ceară, care se obține din craniul de cașalot (Physeter macrocephalus). Este folosit în cosmetică și la fabricarea lumânărilor.
Spermanțetul este insolubil în apă, puțin solubil în etanol la rece și ușor solubil în etanol la cald, eter dietilic, cloroform, benzen și sulfură de carbon. Este alcătuit în principal din palmitat de cetil (ester al alcoolului cetilic cu acidul palimitic), C15H31COO-C16H33.